# Rodolfo Sánchez (Musiker)
Rodolfo „Popo“ Sánchez Vega (* 29. Mai 1939 in Uruapan, Michoacán; † 28. Juli 2025) war ein mexikanischer Jazzmusiker (Saxophon, Arrangement, Komposition) und Bandleader, der als einer der Pioniere des Jazz in Mexiko galt.

## Leben und Wirken
Sánchez war langjähriger Einwohner von Xalapa; er erlangte Anerkennung für seine Vielseitigkeit und die Verbindung von Jazz mit traditioneller mexikanischer Musik. Er teilte die Bühne mit Jazz-Größen wie Dave Brubeck, Paul Desmond, Bill Evans, Paquito D’Rivera, Thelonious Monk und Chilo Morán. Er arbeitete auch mit Künstlern wie Sarah Vaughan, Nat King Cole, Sammy Davis Jr. und Cal Tjader zusammen.
Während seiner langen Karriere leitete er Gruppen wie das Sagitario-Orchester des Bundesstaates Mexiko, das Primavera-Orchester des Bundesstaates Oaxaca und elf Jahre lang das Universitätsorchester für Populäre Musik der Universidad Veracruzana. Seine Arbeit als Dirigent und Arrangeur zeichnete sich durch die Wiederbelebung der regionalen mexikanischen Musik aus, mit emblematischen Liedern wie Dios nunca muere, Canción Mixteca und Muje Oaxaqueña. Sánchez war zudem Gründer von Gruppen wie Yasú, dem Quinteto Polifonías und der Sociedad Organizada en Sonido. Unter eigenem Nanen legte er die Alben Jazz Fusion (Penta Flowers, 1987), Nuevo Amanecer (Soloist, 1994) und Here, There and Everywhere… (2004) vor, außerdem 1979 bei Columbia Records die Singles Alguien como tu, El amor de mi vida und Pienso en ti. Des Weiteren schrieb die Filmmusik für El otro crimen (1988), La dueña (1995) und Mijares: Dúo con pedro infante (1996).
Sein Stil brachte Sánchez mehrere Auszeichnungen ein, darunter eine der Encyclopedia of Mexican Rock für seine über 60-jährige Karriere. 1981 gewann er den Preis für das beste Arrangement beim OTI Festival und war Solist des Orquesta Sinfonica Nacional bei der Premiere von Howard Brubecks Dialogues for Combo and Orchestra im Palacio de Bellas Artes. Im Laufe der Jahre erwiesen ihm die Kulturinstitutionen des Landes verschiedene Ehrungen. Im September 2024 wurde außerdem ihm zu Ehren der Erste Bolero-Wettbewerb „Maestro Rodolfo Sánchez Vega“ in Veracruz ins Leben gerufen. 2023 schrieb Antonio Malacara über ihn: „Um es ganz offen zu sagen: Rodolfo ‚Popo‘ Sánchez ist der letzte noch lebende Vertreter der großen Pioniere des modernen Jazz in Mexiko. Die Sensationen, die er bei seinen Live-Auftritten auslöste, übertrafen jeden Kommentar, jeden Superlativ.“